# شون باتي
شون باتي (بالإنجليزية: Seán Batty)‏ هو عالم أرصاد بريطاني، ولد في 6 مايو 1982 في بيزلي في المملكة المتحدة.